# СО-750

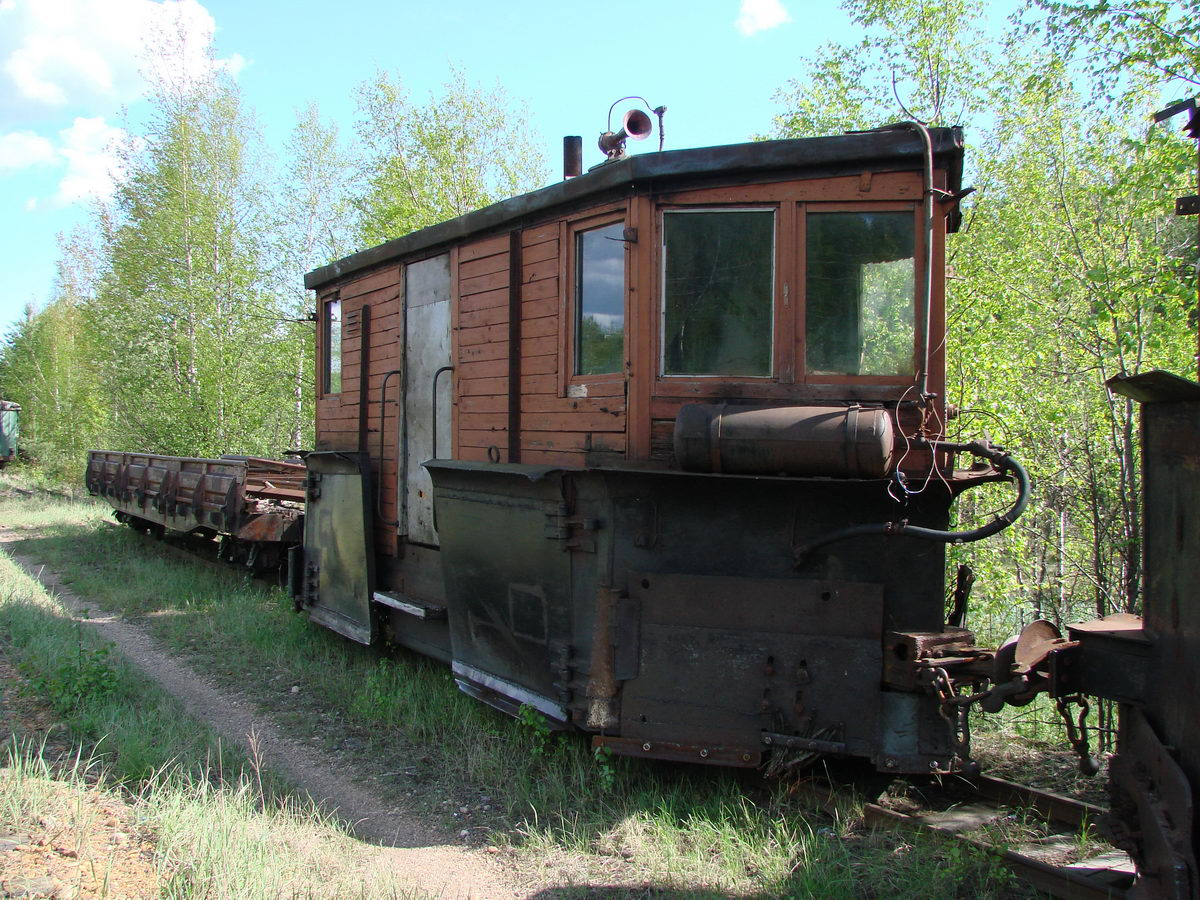
Зовнішній вигляд СО-750.

СО-750 — радянський плужний вузькоколійний снігоочисник. Проєктувався на Тульському заводі залізничного машинобудування. Вироблявся як і на Тульському, так і на Камбарському машинобудівному заводі, в 1930—1950 ті роки. Існували у двох версіях, які різнились довжиною кузова, базою, та шириною розкриття підвісних частин.

## Історія
Снігоочисник виготовлений, для НКШС (пізніше МШС СРСР). Також використовувався на промислових вузькоколійних залізницях, з видобутку деревини, або торфу.
До нашого часу збереглися в музеях, та на багатьох вузькоколійних залізницях, в різному стані. Один з них заходиться на Алапаєвській вузькоколійній залізниці.

## Опис
Конструктивно збігається зі снігоочисником «Союзторф» спроєктованим Міністерством електростанцій СРСР та Гіпроторфом. Кузов виготовлений з дерева. В середині оснащений буржуйкою. Відвали зроблені з металу, та поділяються на дві частини. Перша частина — два нерухомих відвали, прикріплені під кутом 45° відносно осі, друга — підвісні частини, які прикріплені до нерухомих відвалів. Обидві частини оснащені ножами знизу. Рухомі частини регулюються ручним приводом. В рух приводиться за допомогою локомотиву, адже снігоочисник не має своєї силової установки.
Моделі виготовлені Камбарським і Тульським заводом відрізнялися. Тульський завод ставив на СО-750 візки рамної конструкції Коломенського заводу, на Камбарські встановлювались поясні візки.
На деяких підприємствах могли обшиватися металом, або навпаки, зрізалася верхня частина кузова, задля забезпечення вільного огляду перед локомотивом. Також іноді встановлювалися пневматичні приводи на леза.

## Технічні характеристики

### Загальні
- Кількість осей: чотирьохосний

### Модифікації

#### СО-1-750
Призначалися тільки для доріг МШС СРСР.

#### СО-2-750
Виготовлялись для промислових вузькоколійок.
- Довжина: 7850 мм
- Ширина: 2450 мм
- Висота над рівнем головки рейки: 3200 мм
- База: 4000 мм
- База візку: 1020 мм
- Діаметр колес: 500 мм[6]